# Allodessus oliveri
Allodessus oliveri is een keversoort uit de familie waterroofkevers (Dytiscidae). De wetenschappelijke naam van de soort is voor het eerst geldig gepubliceerd in 1966 door Ordish.